# Accident ferroviaire de Badrashin
L'accident ferroviaire de Badrashin désigne un accident ferroviaire dû à un déraillement, survenu près de la gare de Badrashin à Gizeh, en Égypte, le 14 janvier 2013. 

## Descriptif
Un train en route vers Le Caire en provenance de Sohag a déraillé, faisant au moins 19 morts et 120 blessés,.
Des témoins ont déclaré que la dernière voiture du train avait quitté la voie et percuté un autre train stationné à proximité. 
Le train de 12 voitures transportait plus de 1 300 soldats égyptiens, et selon les rapports, avait dû s'arrêter plusieurs fois au cours du voyage pour régler un problème technique apparent[Lequel ?].

## Réactions
Le président égyptien Mohamed Morsi a visité les victimes de l'accident, le 15 janvier, s'engageant à obliger les responsables à rendre des comptes. 

## Antécédents
Le même tronçon de chemin de fer avait été le théâtre d'une collision frontale qui avait tué plus de 40 personnes en 1992.